# نحميا غرين
وهو سياسي أمريكي ينتمي إلى الحزب الجمهوري ويعد نحميا غرين الحاكم الرابع على ولاية كنساس بعد انضمام الولاية إلى الاتحاد الأمريكي ولد نحميا غرين في 8 أذار - مارس من سنة 1837 في ولاية أوهايو الأمريكية انتقل غرين مع اثنين من اشقائه إلى إقليم كنساس في سنة 1855 (آنذاك لم تكن كنساس قد أصبحت ولاية بعد) حيث مارس مهنة القانون. بعد سنتين في إقليم كنساس، عاد غرين إلى ولاية أوهايو لاستكمال تعليمه في جامعة أوهايو وسلين. شغل غرين منصب حاكم على ولاية كنساس ما بين نوفمبر من سنة 1868 إلى يناير من سنة 1869 توفي نحميا غرين في 12 كانون الثاني - يناير من سنة 1890 في ولاية كنساس.